# Pegomya lycii
Pegomya lycii är en tvåvingeart som beskrevs av Fan 1991. Pegomya lycii ingår i släktet Pegomya och familjen blomsterflugor. Inga underarter finns listade i Catalogue of Life.